# Evert Marie Bruins
Evert Marie Bruins (* 4. Januar 1909 in Woudrichem; † 20. November 1990 in Amsterdam) war ein niederländischer Physiker, Mathematiker und Mathematikhistoriker.

## Biografie
Bruins besuchte das Gymnasium in Amsterdam, wo er Latein und Griechisch lernte, und studierte Mathematik, Physik und Chemie an der Universität Amsterdam und wurde dort Assistent für Experimentalphysik. Er befasste sich unter Jacob Clay mit Erdmagnetismus und nahm Mitte der 1930er Jahre an einer Forschungsexpedition auf der Boskoop in der Nordsee, dem Südatlantik und dem Pazifik teil. Er untersuchte Strahlung in der Atmosphäre und entdeckte in seiner Dissertation (1938, cum laude) den Van-Allen-Gürtel, was aber aufgrund des bald darauf ausbrechenden Zweiten Weltkriegs international kaum Beachtung fand. Er war 1935 Vizedirektor des Instituts für Physik (Natuurkundig Labor) der Universität Amsterdam und lehrte auch Mathematik, nachdem er in der Zeit des Zweiten Weltkriegs an die Mathematische Fakultät wechselte. Dort erhielt er nach einem Lehrauftrag in Analysis ein Lektorat in angewandter Mathematik, was er bis 1969 behielt. 1952 bis 1954 und 1955/56 war er Gastprofessor für Mathematik an der Universität Bagdad und gründete dort das Institut für Mathematik. Dort konnte er auch seinem Interesse für mathematische Keilschrifttexte nachgehen. 1969 wurde er Professor für Geschichte der Mathematik in Amsterdam. 1979 ging er in den Ruhestand.
Bruins befasste sich hauptsächlich mit ägyptischer, babylonischer und griechischer Mathematik (und beherrschte die entsprechenden Sprachen und Schriften). Er hatte auch Kenntnisse in Arabisch, Russisch und einer Reihe europäischer Sprachen.
Mit Marguerite Rutten gab Bruins 1961 Textes mathématiques de Suse heraus (mathematische Keilschrifttexte aus Susa), und 1964 veröffentlichte er den Codex Constantinopolitanus Palatii Veteris, der den einzigen erhaltenen Text der Metrica von Heron von Alexandria enthält (auf seinem Rückweg von Bagdad hatte er in Istanbul das Manuskript fotografiert).
Als Mathematikhistoriker benutzte Bruins seine Fertigkeit als Kopfrechner und seine Kenntnisse numerischer Methoden, um das algorithmische Vorgehen in antiken hieroglyphischen oder Keilschrifttexten zu rekonstruieren und liebte es damit andere Interpretationen wie die von Otto Neugebauer herauszufordern, was gelegentlich zu Kontroversen führte, in denen er leidenschaftlich seine Meinung vertrat. Beispielsweise vertrat er die Meinung, dass ein fähiger ägyptischer Rechner die bekannten Tabellen von Umwandlung von Brüchen der Form {\displaystyle {\frac {2}{n}}} in Summen von Stammbrüchen der Form {\displaystyle {\frac {1}{n}}} (die die Ägypter für rationale Zahlen benutzten) in einem Tag aufstellen konnte, statt wie allgemein angenommen lange Zeit dafür zu brauchen. Ein origineller Beitrag von ihm war, dass er bei Zenon von Sidon Anfänge einer nichteuklidische Geometrie sah. Das wurde unter anderem von Kurt von Fritz zurückgewiesen.
Bruins führte eine umfangreiche Korrespondenz und reiste viel.
Bruins war ab 1957 Mitherausgeber und ab 1963 alleiniger Herausgeber der Zeitschrift Janus, die nach seinem Tod ihr Erscheinen einstellte.
Als Mathematiker befasste Bruins sich viel mit der Invariantentheorie des in den Niederlanden einflussreichen Roland Weitzenböck und auch mit nichteuklidischer Geometrie.
Bruins einzige Doktorandin war Yvonne Dold-Samplonius.

## Schriften
- mit M. Rutten: Textes mathématiques de Suse, Mémoires de la mission archéologique en Iran, 34, Paris 1961
- Codex Constantinopolitanus Palatii Veteris, 3 Bände, Leiden 1964
- Fontes mathesos. Hoofdpunten van het prae-griekse en griekse wiskundig denken, Leiden 1953
- Interpretation of cuneiform mathematics, Physis, Band 4, 1962, S. 277–341
- Niet-euclidische euclidische meetkunde, Euclides, Band 39, 1963, S. 1–15
- La géométrie non-euclidéenne dans la antiquité, Paris, Publ. Université de Paris, 1968